# Pollapönk

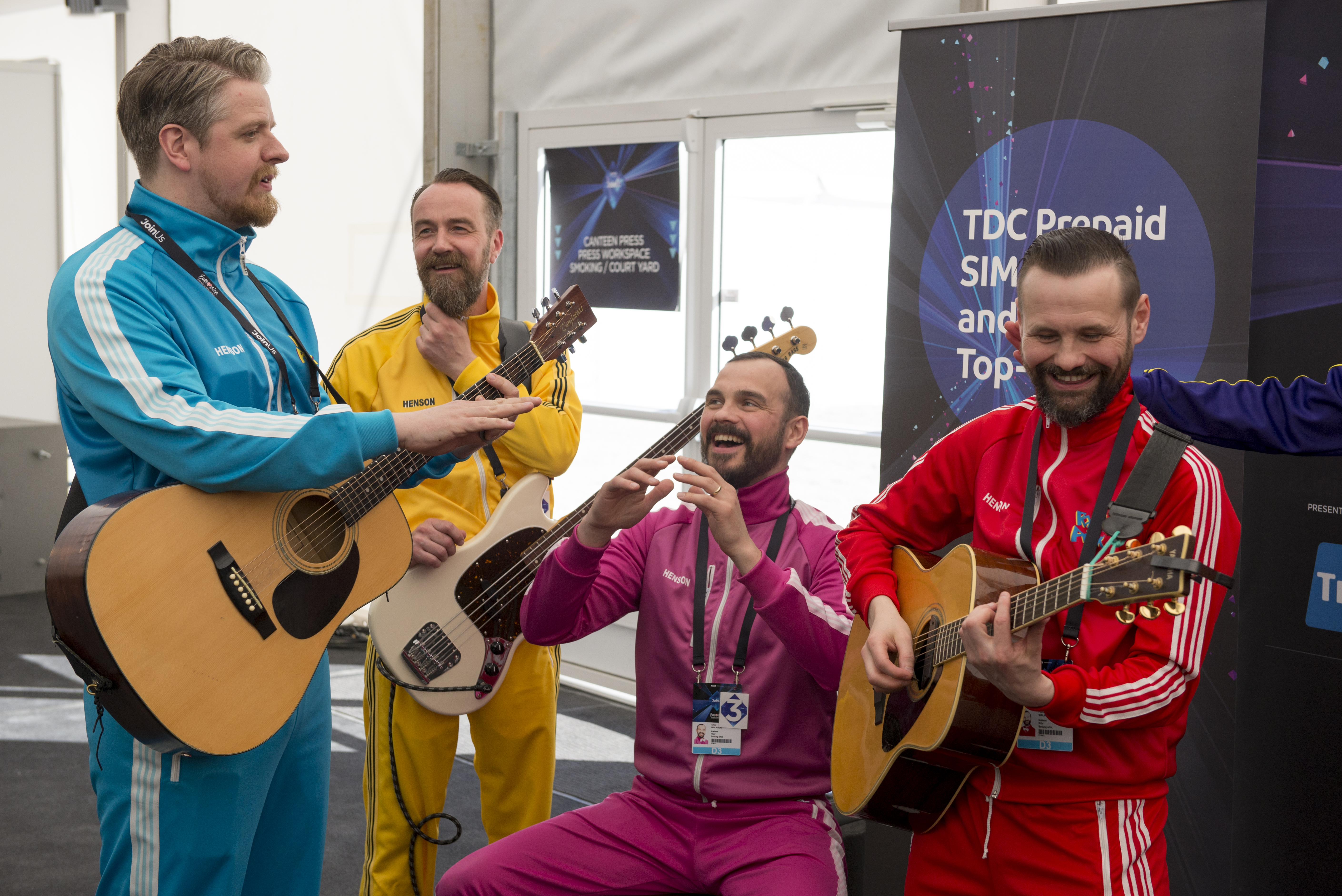
Pollapönk vid en pressträff inför Eurovision Song Contest 2014.

Pollapönk är en isländsk musikgrupp bestående av Heiðar Örn Kristjánsson, Haraldur Freyr Gíslason, Guðni Finnsson och Arnar Þór Gíslason.
Gruppen representerade Island i Eurovision Song Contest 2014 i Köpenhamn med låten No Prejudice. I den isländska uttagningen framfördes låten på isländska, och hette då Enga fordóma.

## Diskografi

### Album
- 2014 – Bebebe-Besta Pollapönkió

### Singlar
- 2014 – Egna Fordóma
- 2014 – No Prejudice
- 2014 – No Prejudice EP